# اللجون (الكرك)
اللجون منطقة سكنية تقع في لواء قصبة الكرك، محافظة الكرك في الأردن. تنتمي المنطقة لقضاء الكرك الذي يضم 36 منطقة. يقدر عدد سكانها بـ 1102 نسمة حسب إحصاء 2015.

## الوصلات الخارجية
- دائرة الاحصاءات العامة